# 李鶴亭
李鶴亭（1833年—？），原名福謙，号仙九，字竹樓，漢軍正紅旗包衣，清朝政治人物、進士出身。
同治六年举人，光緒二年，會試第256名；殿試登進士三甲第八名，官五常厅同知，改补伯都讷厅（现吉林省松原市）同知。